# Technika mikrofalowa
Technika mikrofalowa – gałąź elektroniki zajmująca się układami o częstotliwości pracy większej od 300 MHz (mikrofale), która to częstotliwość odpowiada długości fali elektromagnetycznej w próżni równej 1 m.
Zasadnicza różnica pomiędzy techniką mikrofalową a elektroniką operującą w zakresie niższych częstotliwości polega na tym, że przy projektowaniu układów mikrofalowych należy uwzględnić geometrię elementów i połączeń między nimi. Parametry te w zakresie mikrofal zależą silnie od częstotliwości.
Zmiany zachodzące w układzie elektronicznym przy wzroście częstotliwości pracy stosunkowo łatwo jest zrozumieć na przykładzie obwodu rezonansowego LC (ilustracja poniżej).
1. układ niskoczęstotliwościowy

Częstotliwościowa ewolucja układu LC

2. zwiększenie częstotliwości rezonansowej poprzez minimalizację powierzchni okładek kondensatora i ich rozsunięcie (zmniejszenie pojemności) oraz zmniejszenie indukcyjności cewki (do indukcyjności samego przewodu)
3. dalsze zwiększenie częstotliwości rezonansowej obwodu poprzez większe rozsunięcie okładek kondensatora i zmniejszenie indukcyjności za pomocą równolegle dołączonej cewki
4. podniesienie częstotliwości rezonansowej poprzez równoległe dołączenie kolejnych cewek
5. utworzone z cewek pudło rezonansowe

O ile można sensownie mówić o prądzie i napięciu w obwodzie 1, o tyle pojęcia te tracą sens w obwodzie 6. W tym ostatnim przypadku obwód charakteryzowany jest zwykle rozkładami pól elektrycznego i magnetycznego.